# Công tước xứ Albany
Công tước xứ Albany (tiếng Anh: Duke of Albany) là một tước hiệu thuộc Đẳng cấp quý tộc Scotland, và từ thế kỷ XIX thuộc Đẳng cấp quý tộc Vương quốc Liên hiệp Anh, thường được phong cho các vương tử, con trai thứ của các quân vương đang trị vì Scotland và Vương quốc Anh, đặc biệt là dưới triều đại của Nhà Stuart và Nhà Hannover.

## Lịch sử
Công tước Albany lần đầu tiên được vua Robert III của Scotland ban cho em trai của ông là Robert Stewart, vào năm 1398, tước hiệu thuộc Đẳng cấp quý tộc Scotland. "Albany" là một địa danh dùng để chỉ phần lãnh thổ của Scotland ở phía Bắc River Forth, gần như trước đây trùng lập với Vương quốc của người Picts. Danh hiệu (cùng với Công quốc xứ Rothesay) là Công quốc đầu tiên được tạo ra ở Scotland. Nó được chuyển cho con trai của Robert là Murdoch Stewart, và bị thu hồi vào năm 1425.
Tước hiệu này một lần nữa được tạo ra vào năm 1458 cho Alexander Stewart nhưng đã bị tước quyền vào năm 1483. Con trai của ông John Stewart đã được khôi phục tước vị lần thứ hai vào năm 1515 nhưng chết mà không có người thừa kế nam vào năm 1536. Năm 1541 Robert, con trai thứ hai của Vua James V, được phong là Công tước Albany, nhưng ông qua đời khi chưa đầy một tháng tuổi.
Tước hiệu tiếp theo được tạo ra vào năm 1660 bởi Vua Charles II, ban tặng cho con trai của Vua Charles I, là Hoàng tử James. Khi James kế vị anh trai của mình lên ngôi vào năm 1685, các tước hiệu một lần nữa hợp nhất vào vương miện. Do đó, cả hai thành phố New York và Albany, New York đều được đặt theo tên tước hiệu của James, vì ông là Công tước của York và Albany. Charles Edward Stuart, đã phong tước hiệu Nữ công tước Albany cho đứa con gái ngoài giá thú của mình Charlotte; bà mất năm 1789.
Tước hiệu "Công tước xứ York và Albany" đã được ban 3 lần bởi Vương tộc Hannover. Chỉ riêng tước hiệu Công tước xứ Albany đã được trao lần thứ năm, lần này được quy chế vô Đẳng cấp quý tộc Vương quốc Liên hiệp Anh, vào năm 1881, và được trao cho Vương tử Leopold, con trai thứ tư của Victoria của Anh. Con trai của Vương tử Leopold là Charles Edward (người đã thừa kế Công quốc Sachsen-Coburg và Gotha vào năm 1900, trở thành Công tước cuối cùng của nhà nước này), bị tước quyền truy phong vào năm 1919 vì đã chống lại Vương quốc Anh trong Chiến tranh thế giới thứ nhất. Cháu trai của ông, Ernst Leopold (1935–1996), con trai duy nhất của Johann Leopold xứ Sachsen-Coburg và Gotha (1906– 1972), đôi khi được sử dụng tước hiệu "Công tước xứ Albany", mặc dù Đạo luật tước quyền sở hữu 1917 quy định rằng bất kỳ người kế thừa nào của một tước vị bị đình chỉ sẽ chỉ được khôi phục lại quyền theo phê chuẩn của quân chủ, nhưng đơn yêu cầu khôi phục của người kế nhiệm đã được đệ trình và nhận được đánh giá thỏa đáng bởi Ủy ban Cơ mật.